# Vegallera
Vegallera är en ort i Spanien.   Den ligger i provinsen Provincia de Albacete och regionen Kastilien-La Mancha, i den centrala delen av landet, 240 km sydost om huvudstaden Madrid. Vegallera ligger 1 150 meter över havet och antalet invånare är 180.
Terrängen runt Vegallera är kuperad. Runt Vegallera är det glesbefolkat, med 9 invånare per kvadratkilometer. Närmaste större samhälle är Yeste, 19,6 km söder om Vegallera. 